# Emmanuel de Macedo Soares
Emmanuel de Bragança Macedo Soares (Araruama, 3 de setembro de 1945 - Niterói, 14 de abril de 2017), foi um jornalista e historiador brasileiro, membro da Academia Niteroiense de Letras.

## Biografia
Fez estudos primários nos grupos escolares Edmundo Silva (Araruama) e José Bonifácio (Niterói – RJ). Secundários no Liceu Nilo Peçanha (Niterói) e Colégio Pedro II (Rio de Janeiro – RJ). Iniciou, na Universidade Federal Fluminense (UFF), os cursos de Jornalismo e História, que não chegou a completar.
Foi repórter do Grande Jornal Fluminense (1962) e  Última Hora (1963/1964), redator do Araruama Jornal (1964), do  Diário Carioca (1965), da agência de notícias Asapress (1965), de O Fluminense (1971 a 78), onde implantou e chefiou o Departamento de Pesquisa. Atuou como editor do suplemento de cultura Encontro, em O Fluminense (1973 a 1975), do semanário LIG (1981 e 1991/1992), dos mensários FAC/Fatos & Notícias e Nictheroy/Niterói, órgãos da Fundação Atividades Culturais, hoje Fundação Niteroiense de Arte (1985 a 1987), do suplemento cultural O Prelo e do Suplemento Legislativo, produzidos pela Imprensa Oficial do Estado do Rio de Janeiro (1987 a 1991). Dirigiu o semanário Araruama Jornal (1979/80).
Fundou e editou, também no município de Araruama, a revista Presença (1979). Colaborou no suplemento literário Prosa & Verso, do jornal O Fluminense (1964 a 1971), na revista Niterói, do Instituto Niteroiense de Desenvolvimento Cultural (1971 a 1977), no mensário Comunicação, do Serviço Social do Comércio – SESC (1975/76), na Revista do Ateneu Angrense de  Letras e Artes (1975 a 1982) e no semanário Folha de Niterói (1997/1998).
Prestou consultoria de pesquisa à extinta Companhia Fluminense de Turismo – FLUMITUR (1970 e 1974), à Galeria Acervo e Edições Pinakotheke, na cidade do Rio de Janeiro/RJ (1979 a 1981), à agência de publicidade Ponto Certo, em São Paulo/SP (1979), à Empresa Niteroiense de Turismo (1984/1985) e à Casa Jorge Editorial (projetos “Vistas e Paisagens da Enseada de Niterói – 2002, “A Pedra e o Fogo” – biografia de Roberto Silveira, ex-governador Estado do Rio de Janeiro” – 2003 e “Foto-biografia de Roberto Silveira” – 2004).
No setor público, ocupou as seguintes funções: assessor técnico-científico do Ministério da Indústria e Comércio (1968/1969), diretor-adjunto do Museu Histórico do Estado do Rio de Janeiro (1976 a 1979), diretor adjunto do Museu da Imagem e do Som (1979), diretor adjunto do Museu Antônio Parreiras (1979), chefe do Departamento de Pesquisa e Documentação (1980 a 1985) e pesquisador especialista (1985 a 1989) da Fundação Atividades Culturais de Niterói, presidente da mesma instituição (1983/1984), chefe da Divisão de Editoração (1987/88) e coordenador de projetos especiais (1988 a 1991) da Imprensa Oficial do Estado do Rio de Janeiro, membro da Comissão de Restauração do Teatro Municipal de Niterói (1993 a 1997), coordenador de Documentação e Pesquisa da Empresa Niteroiense de Turismo (1994/1995), consultor de pesquisa da Empresa Municipal de Moradia, Urbanismo e Saneamento de Niterói – EMUSA (1995 a 1998), diretor do Arquivo da Câmara Municipal de Niterói (1995 a 1998). De 1998 a 2003, exerceu o cargo de secretário extraordinário de Preservação da Memória Histórica de Niterói.
Desenvolveu, desde 1964, os projetos “Dicionário Histórico e Biográfico Fluminense” e “Cronologia Histórica de Niterói” atualmente com mais de cinco milhões de verbetes, banco de dados que serviu de base ao Centro de Memória Roberto Silveira, implantado em 2003 no “Caminho Niemeyer”, na cidade de Niterói. Foi consultor de História e Paleografia do Cartório do 1º Distribuidor de Niterói e coordenador de projetos especiais do jornal O Fluminense.

## Obras
- 37 Poetas fluminenses,
- Poemas (1963),
- Templo de orvalho (poesia – 1967),
- Emiliano Fagundes Varela (ensaio biográfico – 1975),
- O angrense Quaresma Júnior (ensaio biográfico – 1977),
- Raul Veiga no governo fluminense (1978),[14]
- José Clemente e a Vila Real da Praia Grande (ensaio biográfico – 1980),
- Pequena história do Teatro Municipal de Niterói (1983),[15]
- História política do Estado do Rio de Janeiro (1987),
- Os monumentos de Niterói (1992),
- A prefeitura e os prefeitos de Niterói (1992),
- As ruas contam seus nomes –vol. 1 (1993),[16]
- Epigrafia do Teatro Municipal de Niterói (1994),
- Figuras e fatos da Medicina em Niterói (1994),
- Notas à obra Minha terra e minha vida, de Everardo Backeuser (1994),[17]
- Cem anos de Regatas (História do Clube de Regatas Icaraí – 1995),
- Câmara de Niterói – 180 anos de ação legislativa (1999),
- Conversas sobre o Saco de São Francisco (2002),
- Subsídios à História da limpeza urbana de Niterói (em colaboração com Emílio Maciel Eigenheer – 2006),
- As ruas contam seus nomes (2006),
- Curiosidades e revelações dos registros notariais (2008),
- Contribuição à história da magistratura fluminense: 1835 – 1889 (2008).

## Homenagens
Membro da Academia Niteroiense de Letras, da Academia Fluminense de Letras e do Instituto dos Centenários. Na qualidade de membro correspondente, fez parte do Ateneu Angrense de Letras e Artes, do Instituto do Ceará e da Academia Itaocarense de Letras. Detentor da medalha Jubileu de Ouro da Academia Niteroiense de Letras.